# Parque Natural do Vale do Guadiana
Der Parque Natural do Vale do Guadiana (deutsch Naturpark Guadianatal) ist ein Naturschutzgebiet in der portugiesischen Provinz Baixo Alentejo. Er liegt auf dem Gebiet der Kleinstädte Mértola und Serpa in dem im Süden des Landes gelegenen Distrikt Beja. Das Gebiet wurde 1995 ausgewiesen und umfasst eine Fläche von ca. 70.000 ha. Schutzziel ist, die Landschaft des Guadianatals und die Historie der beiden Städte im Park zu schützen. Die Verwaltung des Parks liegt beim Instituto da Conservação da Natureza e da Biodiversidade. Sitz der Parkverwaltung ist Mértola.

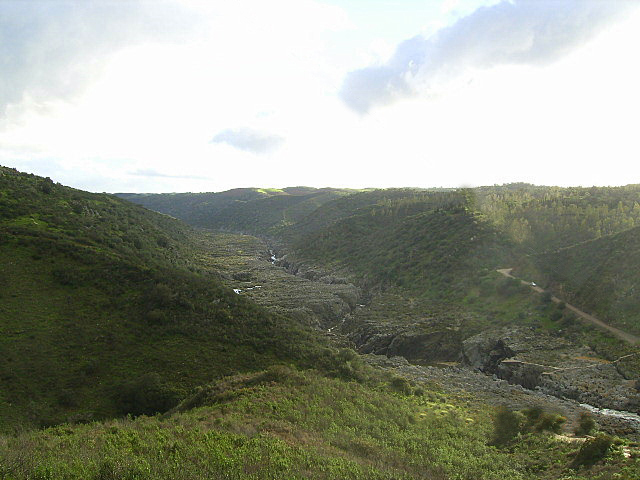
Der Pulo de Lobo (Wolfssprung) im Norden des Parks

Im Norden des Parks befindet sich der Pulo do Lobo, eine Stromschnelle, in der der Guadiana in engen Kaskaden über 20 m abfällt. Insgesamt ist die Landschaft von den beiden Hauptflüssen und ihren Nebenflüssen geprägt. Hier lebt die Iberische Geburtshelferkröte, aber auch einige Schlangenarten, wie die Stülpnasenotter, aber auch noch einige iberische Luchse (Pardelluchse), dazu Störche (auch der seltene, hier residente Schwarzstorch), Rötelfalke, (vor allem um Castro Verde), Grauweihen (Circus cinereus) und der Habichtsadler.
Dennoch war zumindest bis 2009 die Jagd im Park erlaubt.
Zahlreiche Pflanzenarten finden sich hier, wie etwa Festuca duriotagana, eine Schwingelart, Marsilea batardae, ein Kleefarngewächs, Narcissus bulbocodium oder Narcissus fernandesii, Narzissenarten, aber auch der Stechende Mäusedorn oder die Sommer-Drehwurz.

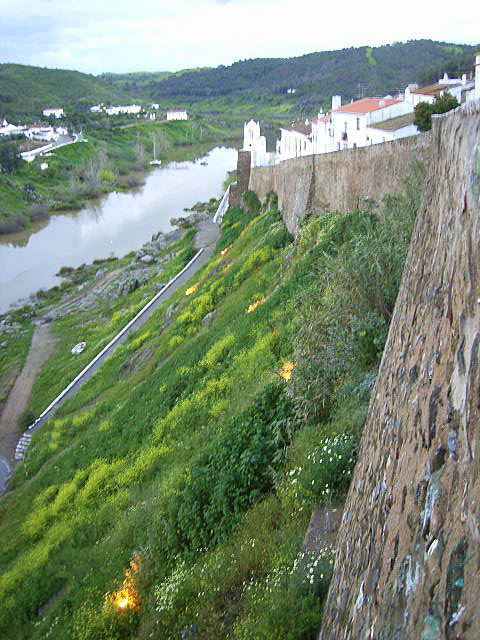
Die Stadtmauer von Mértola oberhalb des Flusses

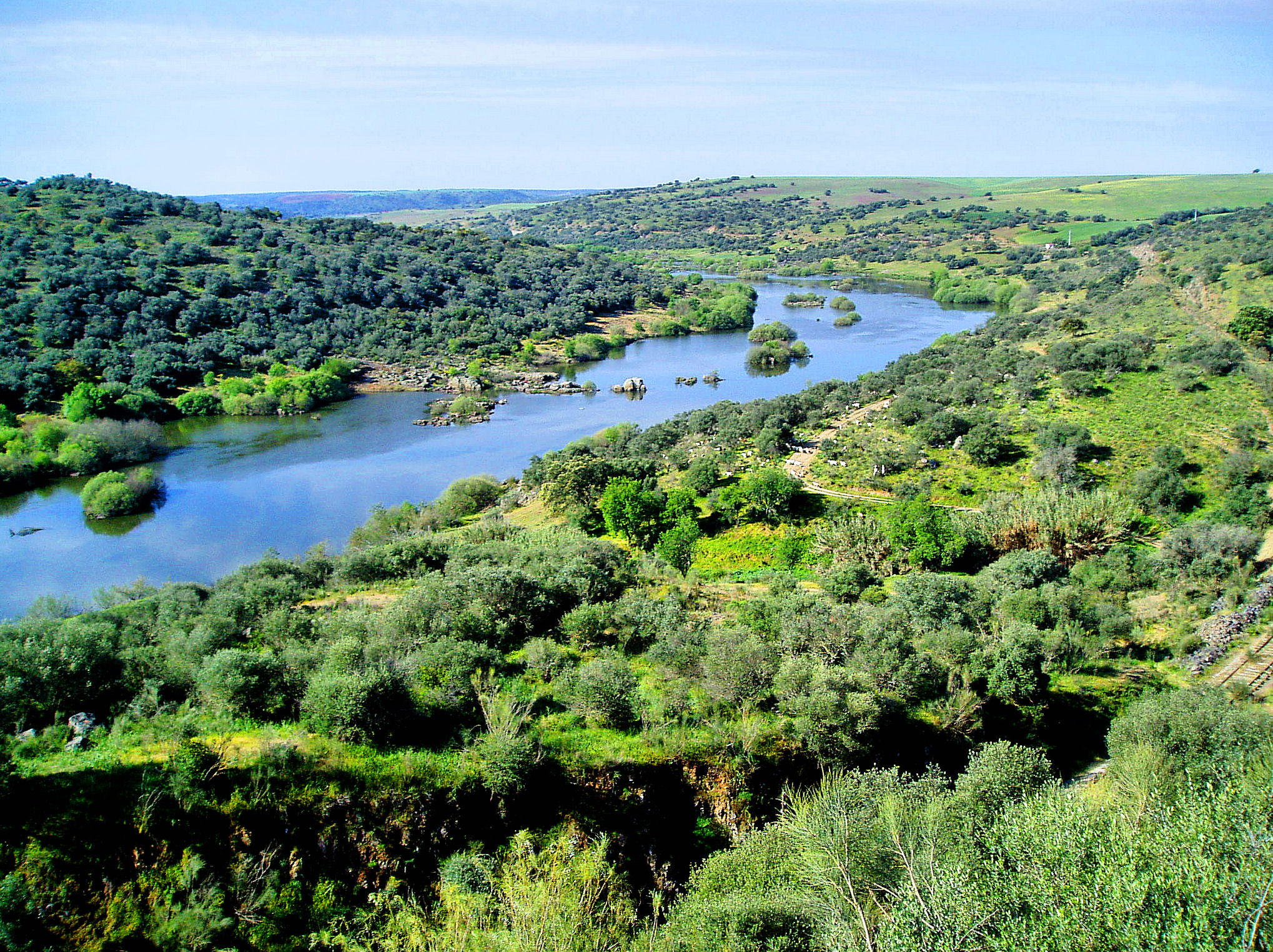
Die Guadiana bei Serpa

Im Park befinden sich rund 100 archäologische Stätten. Sie setzen ab dem Jungpaläolithikum ein. Die Siedlung Mértola reicht bis in die Zeit um 1000 v. Chr. zurück, Serpa dürfte gleichfalls aus vorrömischer Zeit stammen. Die Römer nannten Mertola Iulia Myrtilis, Relikte dieser Epoche fanden sich vor allem am Largo da Câmara. Bei Serpa fanden sich Überreste einer römischen Villa. Von den Mauren stark befestigt und wirtschaftlich prosperierend (aus dieser Zeit stammt die Wasserkunst von Mértola), wurde Mértola im 13. Jahrhundert nach der Eroberung durch das portugiesische Königreich verstärkt ausgebaut, verlor jedoch im 16. Jahrhundert seine Bedeutung.
Ab 1983 brachten Grabungen so viele Funde zutage, dass zwei Museen für sie eingerichtet wurden. 2007 entstand bei Serpa eine der größten Solaranlagen Europas (11 MW).
Sieben Wanderwege zwischen 3,5 und 14 km Länge erschließen Teile des Schutzgebietes. Diese befinden sich südwestlich von Mértola.
Die Jahresdurchschnittstemperatur im Park beträgt 16,5 °C, wobei die Extreme zwischen 4,7° im Januar und 33,8° im August variieren. Der Wind weht meist von Nordwesten, die Sonnenscheindauer liegt bei bis über 2.800 Stunden pro Jahr.